# Nuoto ai Giochi della XXVI Olimpiade - 100 metri dorso maschili
Hanno partecipato alle batterie di qualificazione 52 atleti: i primi 8 si sono qualificati per la finale A, i successivi 8 invece si sono qualificati per la finale B.

## Finale A
23 luglio 1996
| Posizione | Atleta              | Paese       | Tempo |
| --------- | ------------------- | ----------- | ----- |
|           | Jeff Rouse          | Stati Uniti | 54.10 |
|           | Rodolfo Falcón      | Cuba        | 54.98 |
|           | Neisser Bent        | Cuba        | 55.02 |
| 4         | Martín López-Zubero | Spagna      | 55.22 |
| 5         | Tripp Schwenk       | Stati Uniti | 55.30 |
| 6         | Emanuele Merisi     | Italia      | 55.53 |
| 7         | Ralf Braun          | Germania    | 55.56 |
| 8         | Franck Schott       | Francia     | 55.76 |

## Finale B
| Posizione | Atleta             | Paese       | Tempo |
| --------- | ------------------ | ----------- | ----- |
| 9         | Keitaro Konnai     | Giappone    | 55.74 |
| 10        | Neil Willey        | Regno Unito | 56.07 |
| 11        | Hajime Itoi        | Giappone    | 56.23 |
| 12        | Mariusz Siembida   | Polonia     | 56.31 |
| 13        | Darius Grigalionis | Lituania    | 56.33 |
| 14        | Stev Theloke       | Germania    | 56.63 |
| 15        | Steven Dewick      | Australia   | 56.82 |
| 16        | Robert Braknis     | Canada      | 57.00 |

## Non qualificati
| Posizione | Atleta               | Paese         | Tempo   |
| --------- | -------------------- | ------------- | ------- |
| 17        | Vladimir Sel'kov     | Russia        | 55.87   |
| 18        | Chris Renaud         | Canada        | 56.52   |
| 19        | Volodymyr Nikolayčuk | Ucraina       | 56.71   |
| 19        | Derya Büyükunçu      | Turchia       | 56.71   |
| 21        | Nicolae Butacu       | Romania       | 56.73   |
| 22        | Eithan Urbach        | Israele       | 56.74   |
| 23        | Jonathan Winter      | Nuova Zelanda | 56.92   |
| 24        | Rogerio Romero       | Brasile       | 56.94   |
| 25        | Tamás Deutsch        | Ungheria      | 56.96   |
| 26        | Yi Zhao              | Cina          | 57.17   |
| 26        | Martin Harris        | Regno Unito   | 57.17   |
| 28        | Mindaugas Špokas     | Lituania      | 57.20   |
| 29        | Carlos J. Arena      | Messico       | 57.40   |
| 30        | Nuno Laurentino      | Portogallo    | 57.59   |
| 31        | Raymond Papa         | Filippine     | 57.67   |
| 32        | Alex Lim             | Malaysia      | 57.68   |
| 33        | Miroslav Machovič    | Slovacchia    | 57.78   |
| 34        | Tomislav Karlo       | Croazia       | 57.89   |
| 35        | Nick Neckles         | Barbados      | 57.91   |
| 36        | Panagiotis Adamidis  | Grecia        | 58.12   |
| 37        | Rastislav Bizub      | Rep. Ceca     | 58.29   |
| 38        | Dulyarit Phuangthong | Thailandia    | 58.32   |
| 39        | Min-Suk Kim          | Corea del Sud | 58.43   |
| 40        | Logi Kristjánsson    | Islanda       | 58.53   |
| 41        | Adrian O'Connor      | Irlanda       | 58.56   |
| 42        | Sergei Ushkalov      | Kazakistan    | 58.61   |
| 43        | Artur Elezarov       | Moldavia      | 59.24   |
| 44        | Nicolás Rajcevich    | Cile          | 59.90   |
| 45        | Konstantin Priahin   | Kirghizistan  | 1:00.26 |
| 46        | Gerald Koh           | Singapore     | 1:00.29 |
| 47        | Mike Fung-A-Wing     | Suriname      | 1:01.24 |
| 48        | Leandro Jorge        | Mozambico     | 1:03.86 |
| 49        | Fahad Al-Otaibi      | Kuwait        | 1:04.27 |
| 50        | Sitaram Shahi        | Nepal         | 1:14.58 |
|           | Jani Sievinen        | Finlandia     | DNS     |
|           | Alexander Popov      | Russia        | DNS     |